# Hôtel d'Aurès
L'Hôtel d'Aurès est un hôtel particulier du XVIIIe siècle situé  au 14 rue Eugène-Lisbonne à Montpellier, dans le département de l'Hérault, en France.

## Histoire
L'hôtel d'Aurès est situé à l'angle nord-est de l'îlot du Four-Crémat situé dans le sixain  Sainte-Anne,. Au début du XVIIIe siècle, la parcelle observable sur la cadastre napoléonien (1814) est divisée en plusieurs biens. En 1718, Daniel Chaunel, conseiller du roi et receveur général du taillon en la généralité de Montpellier les achète. Initialement, son projet consistait à rénover la maison nouvellement achetée et incluait également la création d'une nouvelle porte d'entrée ornée et d'une façade dotée de cinq baies. Mais il a dû revoir ses plans en raison des modifications imposées par la municipalité concernant le recul des façades. La mairie exigeait ce recul comme condition préalable à la construction de son hôtel, afin de libérer de l'espace et d'améliorer la salubrité de la rue. Le 18 août 1718, l'acquisition d'autres propriétés par Daniel Chaunel témoigne d'un changement significatif dans son projet. Il décide de réutiliser des éléments des structures existantes afin  d'ériger son hôtel particulier. La façade donnant sur la rue Eugène-Lisbonne  est agrémentée de quatre fenêtres surmontées de mascarons masculins aux visages feuillus. Certains y voit une représentation des quatre humeurs du corpus hippocratique. La grande  porte cochère, elle, arbore un mascaron au visage féminin souriant. Cette figure est également présente sur certaines clés d'arc des façades du vestibule ainsi que de la cour. Ce vestibule abrite un escalier monumental à limon porteur doté de ferronneries qui dessert le rez-de-chaussée et les deux premiers étages.
Le 20 septembre 1763, Jean Pierre Aurès rachète l'hôtel au fils de Daniel Chaunel,. Sa position de conseiller du roi ainsi que son lien proche avec l’évêque de Toulouse, qu’il accueillait parfois lors des sessions des États du Languedoc, imposent la dénomination pérenne d’Hôtel d’Aurès. Il acquiert ainsi une propriété en excellent état, nécessitant uniquement une mise à jour de la décoration et des travaux de réaménagement intérieur. Un témoin de ces réaménagements est le salon des gypseries situé au rez-de-chaussée. Les décors du salon évoquent le thème des saisons, on retrouve sur les murs des motifs floraux de style rocaille, quatre trophées constitués de fruits, légumes, végétaux et instruments, mais également trois cadres muraux sur le thème de l'amour à travers l'iconographie antique de la déesse Vénus.
En 1811, l'armateur Jean Mercier rachète l'hôtel. Sa fille épouse François Anselme Jaumes qui, à son tour, devient propriétaire en 1855. Un document utilise la dénomination "maison Jaumes" pour parler de l'hôtel, mais cette utilisation ne semble pas avoir perduré. Sept ans plus tard, l'hôtel est légué à son fils Alphonse.
À la fin de la reconstruction de l'église Sainte-Anne en 1869, un projet de réaménagement du parvis et de mise en perspective de l'église depuis la nouvelle rue Impériale (actuelle rue Foch) est lancé. À cette occasion, l'hôtel d'Aurès fait l'objet d'une expropriation pour utilité publique et devient la propriété de la ville le 17 avril 1869. Cependant, les travaux de réaménagement sont abandonnés en 1874 en raison de l'opposition de nombreux habitants.
Au cours des XIXe et XXe siècles, l'hôtel d'Aurès change d'affectation à plusieurs reprises. Initialement loué comme appartement particulier par la ville, il accueille ensuite diverses entités. Le rez-de-chaussée est principalement utilisé par les services publics, abritant notamment les Prud'hommes au XIXe siècle. La Faculté de droit s'installe au premier étage à la fin du XIXe siècle, avant d'être remplacée par le Conservatoire au début du XXe siècle. En 1892, le deuxième étage est mis à la disposition de la société d'archéologie de Montpellier. À la fin du XXe siècle, le Conservatoire occupe l'ensemble de l'édifice jusqu'à son déménagement en 2021 à la Cité des Arts.
Actuellement, l'édifice abrite les bureaux du pôle Culture et Patrimoine de Montpellier Méditerranée Métropole.

## Protection
Depuis le 12 février 1951 les deux salons ainsi que l’escalier et ses ferronneries, les couvertures sur rue et cour, la façade principale, l’entrée et le vestibule sont inscrits monuments historiques.